# Homogenmotor
En homogenmotor eller HCCI (Homogeneous Charge Compression Ignition) är en förbränningsmotor där en homogen bränsle-luft blandning komprimeras till självantändning.
Målsättningen med homogenmotorn är att kombinera de bästa egenskaperna hos en ottomotor och en dieselmotor för att få en motor med högre verkningsgrad och renare avgaser. Svårigheten ligger i att kontrollera när tändningen sker för att undvika knackning eller baktändning. En annan svårighet är att kontrollera det höga cylindertryck som bildas när hela bränsle-luft-blandningen antänds samtidigt.
För att hantera dessa svårigheter behöver en homogenmotor ett avancerat styrsystem som styr motorns förbränning genom exempelvis återcirkulation av avgaser.